# Bledius tricornis
Bledius tricornis ist ein Käfer aus der Familie der Kurzflügler (Staphylinidae). 

## Merkmale
Die Käfer erreichen eine Körperlänge von 5,5 bis 6,5 Millimetern. Der Vorderrand des Kopfschildes ist nicht aufgebogen, der Vorderwinkel des Halsschildes ist nicht spitz zulaufend, er ist außer an der Mitte dicht und leicht runzelig punktiert. Die Deckflügel sind bräunlichrot gefärbt und zusammen gleich breit wie lang. Häufig besitzen sie einen dunklen Skutellarfleck. Die Beine sind meistens hell gefärbt. Das Horn des Halsschildes ist beim Männchen gefurcht.

## Vorkommen und Lebensweise
Die Art ist im Süden der Paläarktis verbreitet. Sie besiedelt Süd- und Mitteleuropa, das südliche Nordeuropa, Kleinasien, den Kaukasus, Turkestan, östlich bis nach China. In Süd- und Mitteleuropa findet man die Tiere weit verbreitet sowohl an der Küste als auch im Binnenland. Sie besiedeln sowohl Salzböden an Küsten und im Binnenland als auch lehmige und sandige Böden. 